# Пашинци
Пашинци (болг. Пашинци) — село в Болгарии. Находится в Кырджалийской области, входит в общину Крумовград. Население составляет 465 человек.

## Политическая ситуация
В местном кметстве Пашинци, в состав которого входит Пашинци, должность кмета (старосты) исполняет Сюлейман Юсеин Осман (Движение за права и свободы (ДПС)) по результатам выборов правления кметства.
Кмет (мэр) общины Крумовград — Себихан Керим Мехмед (Движение за права и свободы (ДПС)) по результатам выборов в правление общины.